# Kreole

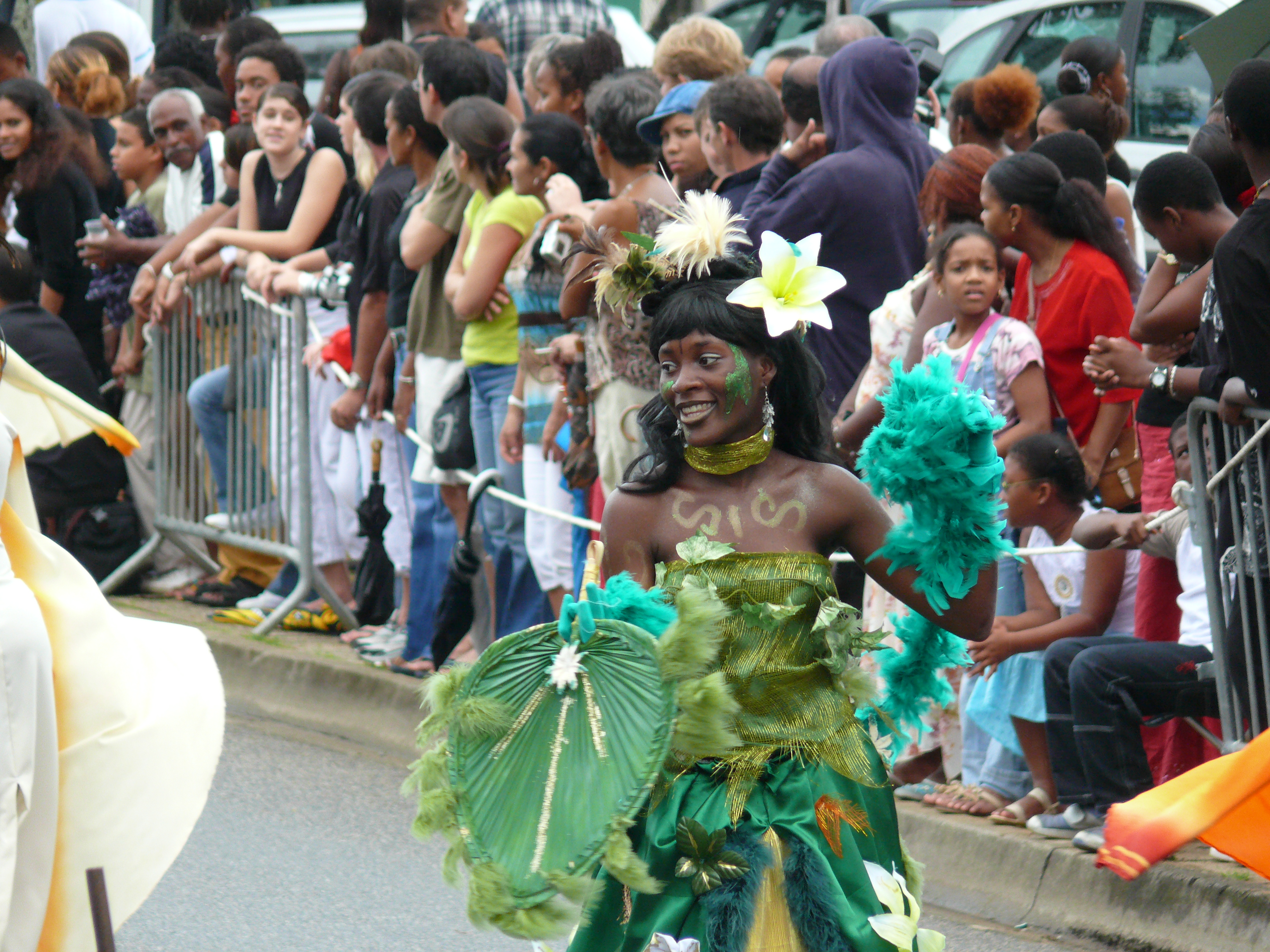
Festiwal kultury kreolskiej

Kreole (ludność kreolska), słowo pochodzące z języka francuskiego (créole) ma obecnie cztery różne znaczenia.
1. Pierwotnie oznaczało mieszkańców Ameryki Łacińskiej i południowych stanów USA – białych potomków (nie mających rdzennych amerykańskich ani czarnoskórych przodków) imigrantów z Półwyspu Iberyjskiego i Francji, którzy wytworzyli własną odrębność kulturową w porównaniu ze świeżo napływającą na te tereny ludnością europejską. W tym znaczeniu Kreole to ludność miejscowa, zasiedzieli potomkowie kolonizatorów i imigrantów traktujący już ziemie, na których mieszkają, jako swoją ziemię rodzinną. Najsławniejszą Kreolką była cesarzowa Józefina. Dzisiaj tą nazwą (Criollos) określa się ludność pochodzenia hiszpańskiego urodzonych w Meksyku (w odróżnieniu od Metysów mających pochodzenie mieszane, hiszpańskie i rdzenne amerykańskie).
2. Później zaczęto określać tą nazwą ludność pochodzenia mieszanego – potomków białych i ludności rdzennie amerykańskiej oraz białych i czarnoskórych), np. Crioulos (mulaci w Angoli, Mozambiku i innych byłych koloniach portugalskich w Afryce), a także wszystkich ciemnoskórych w Brazylii. Na Alasce Kreole to potomkowie ludności rdzennej i Europejczyków (głównie Rosjan). Na wyspach Réunion i Mauritius Kreolami nazywane są osoby o nieokreślonej, mieszanej przynależności rasowej. We Francji Kreolami nazywa się ciemnoskórych imigrantów z departamentów zamorskich (głównie z Martyniki i Gwadelupy).
3. W Stanach Zjednoczonych nazywa się tak ludność stanu Luizjana, niezależnie od koloru skóry. Najczęściej to określenie stosuje się do osób mówiących językiem francuskim albo związanych z kulturą i tradycją francuską (lub hiszpańską) (odrębną lokalną grupą francuskojęzyczną są „Cajuns”). Kreolem nazywa się często mieszkańca Nowego Orleanu.
4. Na Małych i Wielkich Antylach Kreolem nazywa się każdego, niezależnie od języka i koloru skóry, kto jest rodowitym mieszkańcem tego regionu.